# Cyber Police ESWAT
Cyber Police ESWAT (サイバーポリス イースワット)  é um jogo de arcade do tipo shooter de 1989 desenvolvido e publicado pela Sega. Em 1989, a Sega lançou uma versão para o Mega Drive conhecida como ESWAT: City Under Siege. Os jogadores assumem o controle de Duke Oda, um membro da Força Policial Cibernética de Liberty City encarregada de encontrar e prender os criminosos mais procurados da cidade, e eventualmente desmantelar uma organização terrorista que planeja dominar o mundo. 

## Jogabilidade
A jogabilidade é muito semelhante ao Shinobi da Sega, já que o jogador tem a habilidade de pular para cima e para baixo entre os planos sempre que possível. O objetivo de cada uma das 15 fases do jogo é encontrar e prender um criminoso procurado específico, que geralmente é encontrado no final da fase como um chefe. Duke é inicialmente armado com apenas uma pistola, mas ao prender os três primeiros criminosos e ser promovido a ESWAT, Duke é equipado com um Traje Energizado com uma metralhadora montada pelo resto do jogo. O traje também dá acesso a armas especiais de uso limitado, que podem ser encontradas nas fases. No entanto, ambas as armas padrão de Duke exigem munição, sem as quais o jogador só pode atacar com um chute. Munição adicional pode ser encontrada em caixas ao longo de cada fase. 

## Hardware/Conversão
O jogo foi lançado no Sega System 16-B, que é construído em torno do M68000 e usa um Z80 e um YM2151 para geração de som mono amplificado. A pinagem System 16 não é compatível com o JAMMA, mas adaptadores JAMMA estão disponíveis e são bastante comuns. O jogo foi lançado em um gabinete dedicado para dois jogadores e também com um kit que continha o adaptador System 16 para JAMMA. Cada jogador requer um botão iniciar, um joystick e três botões de ação (disparar, pular, armas especiais). Este jogo utiliza um monitor de arcade de resolução padrão. 

## Recepção
A Computer and Video Games chamou o jogo de um cruzamento entre NARC e RoboCop, mas escreveram que "não tem o talento de nenhum dos dois". Avaliando o jogo em 76% no total, eles recomendaram apenas jogar Cyber Police se eles estivessem entediados com os outros dois jogos.